# Pračka vzduchu

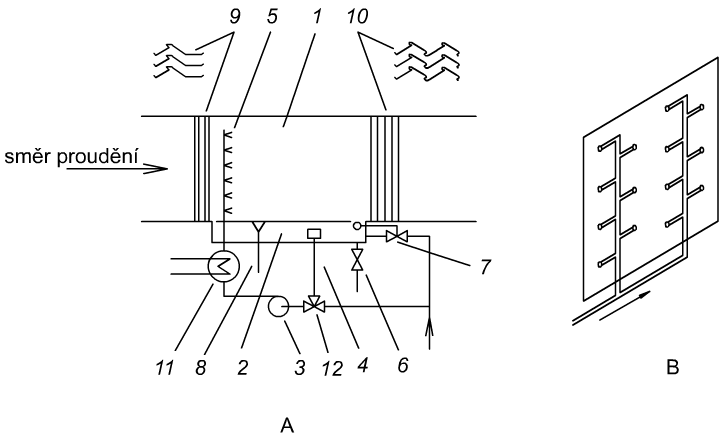
Schéma sprchové pračky vzduchu
1 - Vzduchovod
2 - zásobník vody
5 - sprchový registr
9 - usměrňovací plechy
10 - odlučovače kapek
12 - trojcestný ventil
A - Schéma pračky
B - Schéma sprchového registru

Pračka vzduchu je filtrační systém používaný v externí klimatizaci pro zbavení vzduchu prachových částic a přirozených nečistot. Princip zachycování nečistot na polarizované karbonové filtry je využit ve dvoucestných nebo trojcestných systémech pro sterilizaci vzduchu.
Dělit je můžeme například na adiabatické polytropické.

## Použití
Pračky vzduchu se používají v rekreačních zařízeních, zejména jako součást vybavení přímořských otevřených restaurací. Trojcestné systémy, které v poslední fázi dodávají do ventilovaného vzduchu parfém „mořský vzduch“, vytvářejí na pláži „přirozenou“ atmosféru, které by jinak dominoval skutečný pach moře.

## Dělení podle konstrukce

### Sprchové
Proud vzduchu v pračce je usměrňováno na laminární proudění pomocí usměrňovacích plechů. Vzduch prochází přes registr s tryskami, které vytváří vodní mlhu. Pomocí odlučovače kapek odloučíme kapénky, které se nestačily odpařit. Odloučená voda je jímána do zásobníku, ve kterém se filtruje a je opět používána pro vlhčení.

### Vložkové (blánové)
Vzduch proudí labyrintem trubek z polopropustného materiálu (tvrzený papír, neglazovaná keramika apod.) V trubkách proudí voda a na povrchu trubek se vytváří malé blány vody (proto se jim také říká blánové), které zvlhčují vzduch. Na zadních stranách trubky, která je v zákrytu ke směru proudění vzduchu se mohou usazovat nečistoty. Abychom tomuto zabránili, otáčíme trubkami a tak je částečně čistíme.